# Les hommes sont si bêtes
Pour le film de 1932, voir Men Are Such Fools.
Les hommes sont si bêtes (Men Are Such Fools) est un film américain en noir et blanc réalisé par Busby Berkeley, sorti en 1938.

## Synopsis
Jimmy Hall devient jaloux lorsque sa petite amie Linda commence à progresser dans sa carrière publicitaire et qu'elle devient l'objet de l'attention de plusieurs des hommes avec qui elle travaille.

## Fiche technique
- Réalisation : Busby Berkeley
- Scénario : Norman Reilly Raine, Horace Jackson d'après une histoire de Faith Baldwin[1]
- Musique : Heinz Roemheld
- Photographie : Sidney Hickox
- Montage : Jack Killifer
- Producteur : Jack Warner
- Société de production et de distribution : Warner Bros.
- Pays de production :  États-Unis
- Langue d'origine : anglais américain
- Format : noir et blanc — pellicule : 35 mm — image : 1,37:1 — son : mono
- Genre : comédie romantique
- Durée : 69 minutes
- Dates de sortie : 
  - États-Unis : 16 juillet 1938
  - France : 5 octobre 1938

## Distribution
- Wayne Morris : Jimmie Hall
- Priscilla Lane : Linda Lawrence
- Humphrey Bogart : Harry Galleon
- Hugh Herbert : Harvey Bates
- Johnnie Davis : Tad Turkel
- Penny Singleton : Nancy
- Mona Barrie : Bea Harris
- Vivienne Osborne : Lili Arno
- Marcia Ralston : Wanda
- Gene Lockhart : Bill Dalton
- Kathleen Lockhart : Mrs. Dalton
- Donald Briggs : George Onslow
- Nedda Harrigan : Mrs. Nelson
- Eric Stanley : Mr. Nelson
- Claud Allister : Rudolf
- Renie Riano : Mrs. Pinkel